# Jardín Botánico Universitario de Sierra Nevada (Granada)

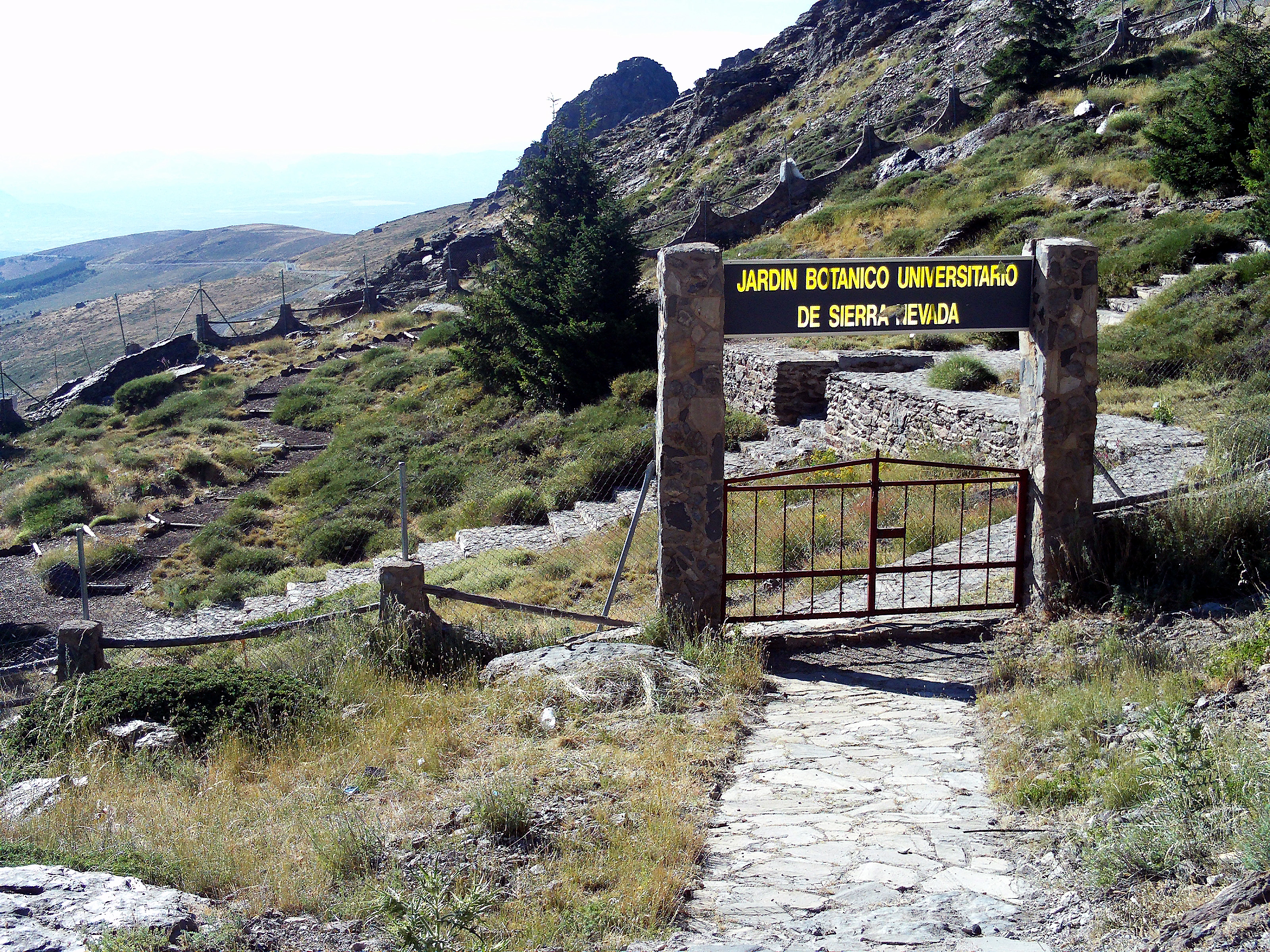
Entrada del Jardín Botánico de Endemismos de Sierra Nevada.

El Jardín Botánico Universitario de Sierra Nevada es un jardín botánico de menos de 1 hectárea de extensión, ubicado en el enclave denominado « Hoya de la Mora » en el parque natural de Sierra Nevada (Granada), en el término de Monachil. Este pequeño jardín botánico es un jardín botánico de endemismos de Sierra Nevada, dependiente y administrado por la Universidad de Granada. Su código de identificación internacional como institución botánica así como de su herbario es SNEV.

## Localización
Se ubica en el paraje de la « Hoya de la Mora » junto al  Albergue Universitario de Sierra Nevada  y al borde de la carretera que atraviesa Sierra Nevada y comunica con las Alpujarras (solamente transitable en los meses de verano), ya pasado Pradollano, el núcleo base de las pistas de esquí de Sierra Nevada.

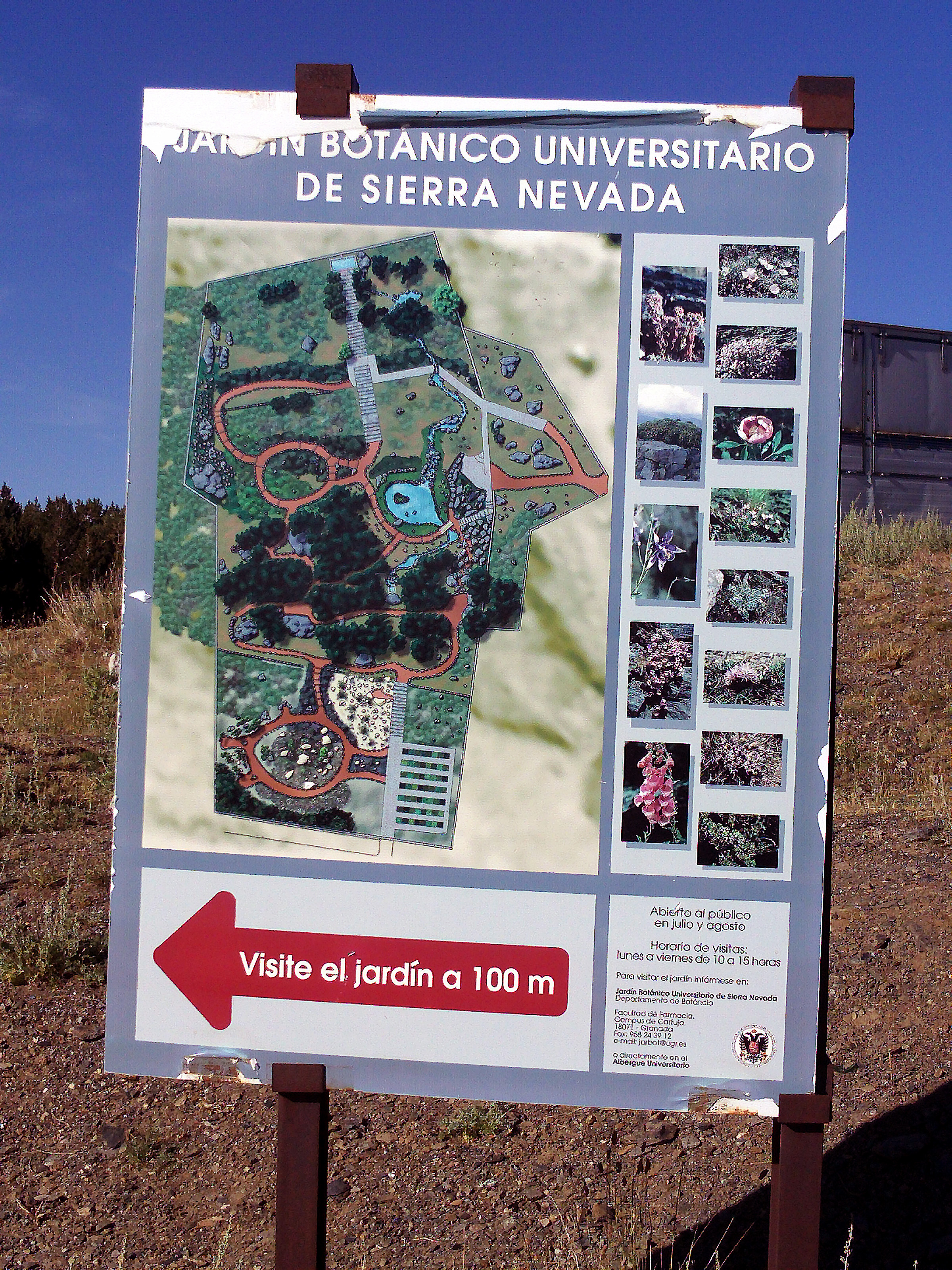
Plano del jardín botánico.

Jardín Botánico Universitario de Sierra Nevada, Departamento de Biología, Facultad de Farmacia, Universidad de Granada, Campus de Cartuja, 18071 GR, Sierra Nevada, España.
- Teléfono: (34) 958 243 916
- Altitud: 2500 m s. n. m..

Visitable, según la climatología, durante los meses de julio y agosto de 10am hasta las 15pm.

## Historia
Este jardín botánico tiene sus raíces en un viejo proyecto de botánicos granadinos pioneros en la conservación de la flora endémica de Sierra Nevada, como Pablo Prieto. Se creó en 1965.
Actualmente está mantenido por un botánico, Fabián Mesa, y una licenciada en Ciencias Ambientales, Mercedes Pérez, bajo la coordinación del botánico José Tito Rojo. 

## Colecciones
En el jardín, se han plantado especies de todos los Hábitat de la sierra, manteniendo una representación de cada una de ellas. 
Este jardín botánico concentra una representación de algo más de un centenar de especies vegetales endémicas, que forman la mayor biodiversidad vegetal de toda Europa. 
Las especies endémicas de la flora granadina y mundial, son especies únicas en peligro de extinción, como la manzanilla (Artemisa granatensis).
También se ha creado unos pequeños borreguiles con un suministro de agua permanente donde crece la estrella de las nieves (Plantago nivalis), la pequeña Lotus glareosus y la Gentiana sierrae.

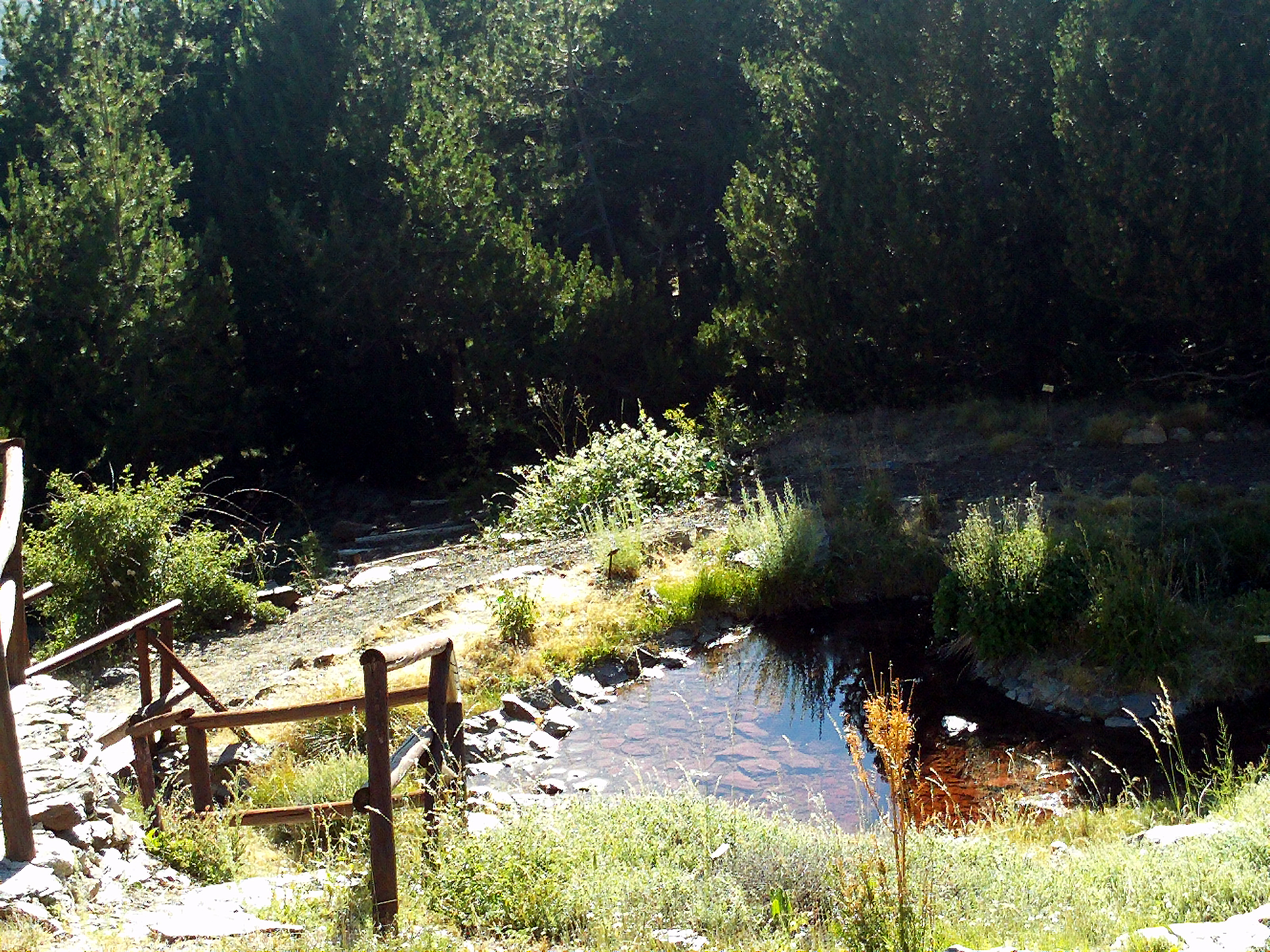
Biotópo de los borreguiles en el jardín botánico.

Plantas de los canchales pedregosos como la Siempreviva (Sempervivum nevadensis). 
Plantas descubiertas para la ciencia, de las que ya se creían extintas, como el Hippocrepis prostrata Boiss.
El sauce de Sierra nevada (Salix hastata subsp sierrae - nevadae).

## Actividades y Equipamientos
- Index Seminum
- Banco de germoplasma de plantas de Sierra Nevada, mantiene semillas con una capacidad media de conservación, conteniendo 620 accesiones, representando 192 especies (1994 figuras)
- Cultivo de plantas para recuperación de zonas de obras degradadas de la estación de esquí de Sierra Nevada,
- Sendero interpretativo,
- Aula taller para actividades ambientales,
- Área de recepción,
- Aparcamientos,

## Algunas plantas endémicas

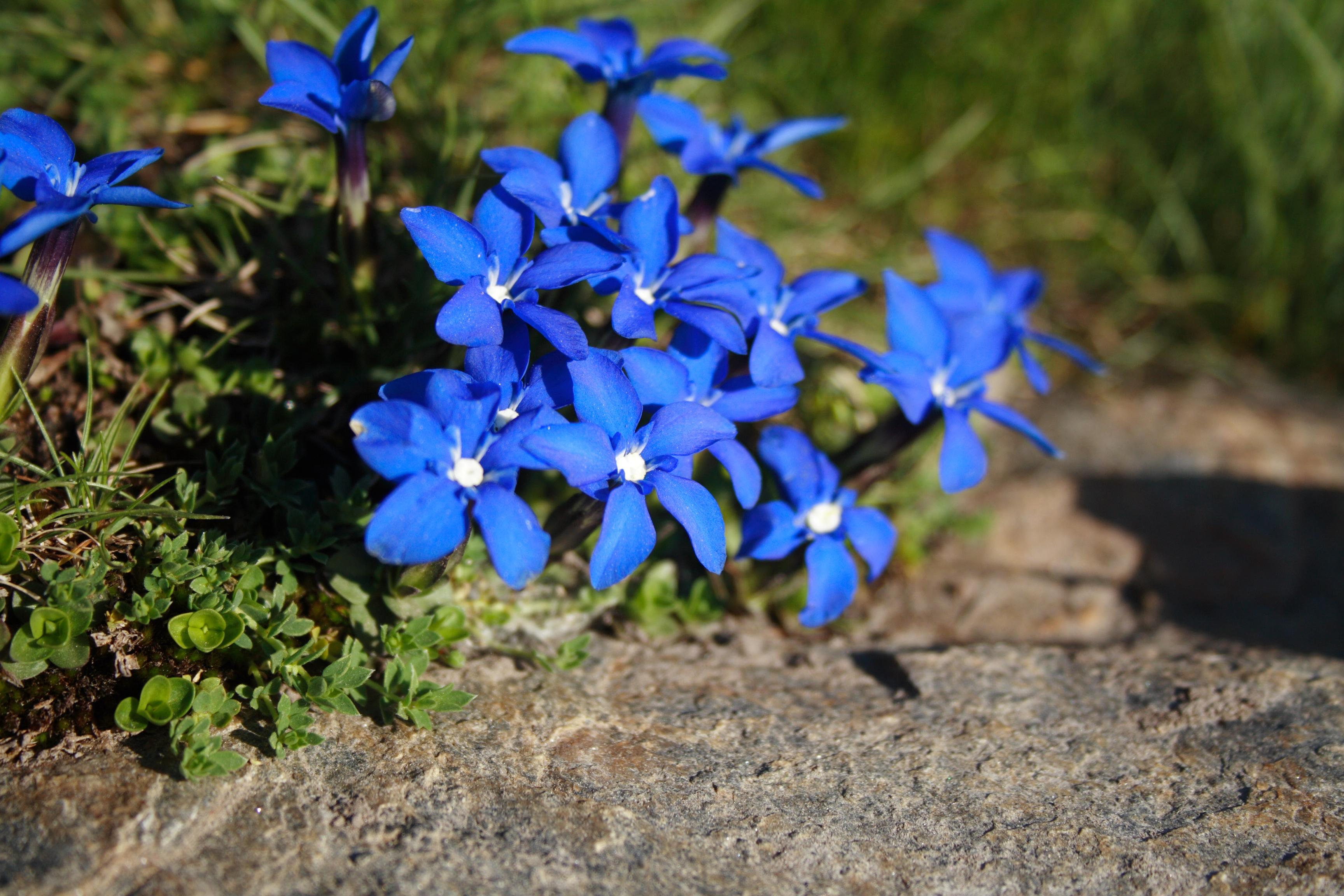
Gentiana sierrae endemismo que se encuentra en los borreguiles de Sierra Nevada
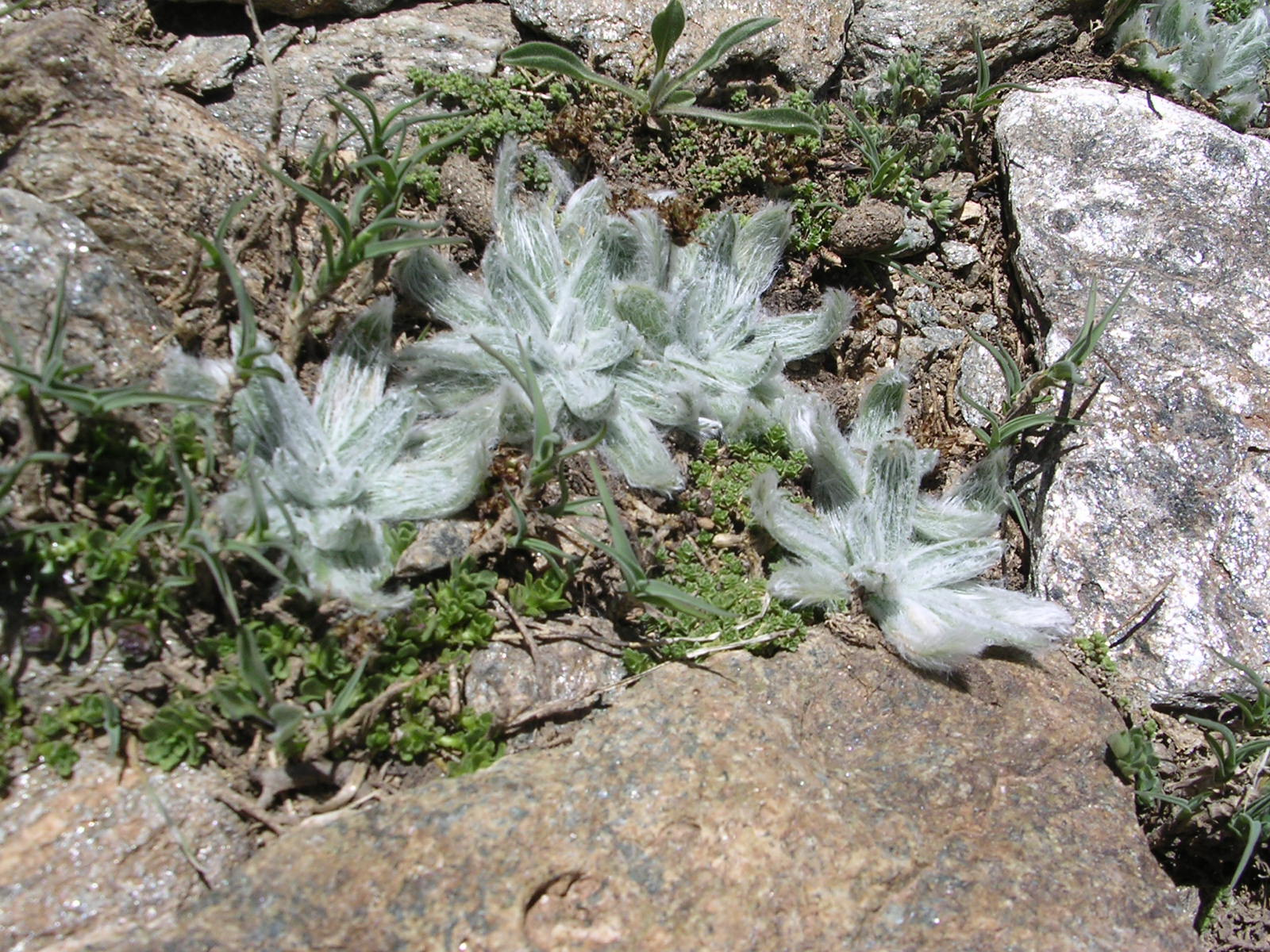
Plantago nivalis planta característica de Sierra Nevada.
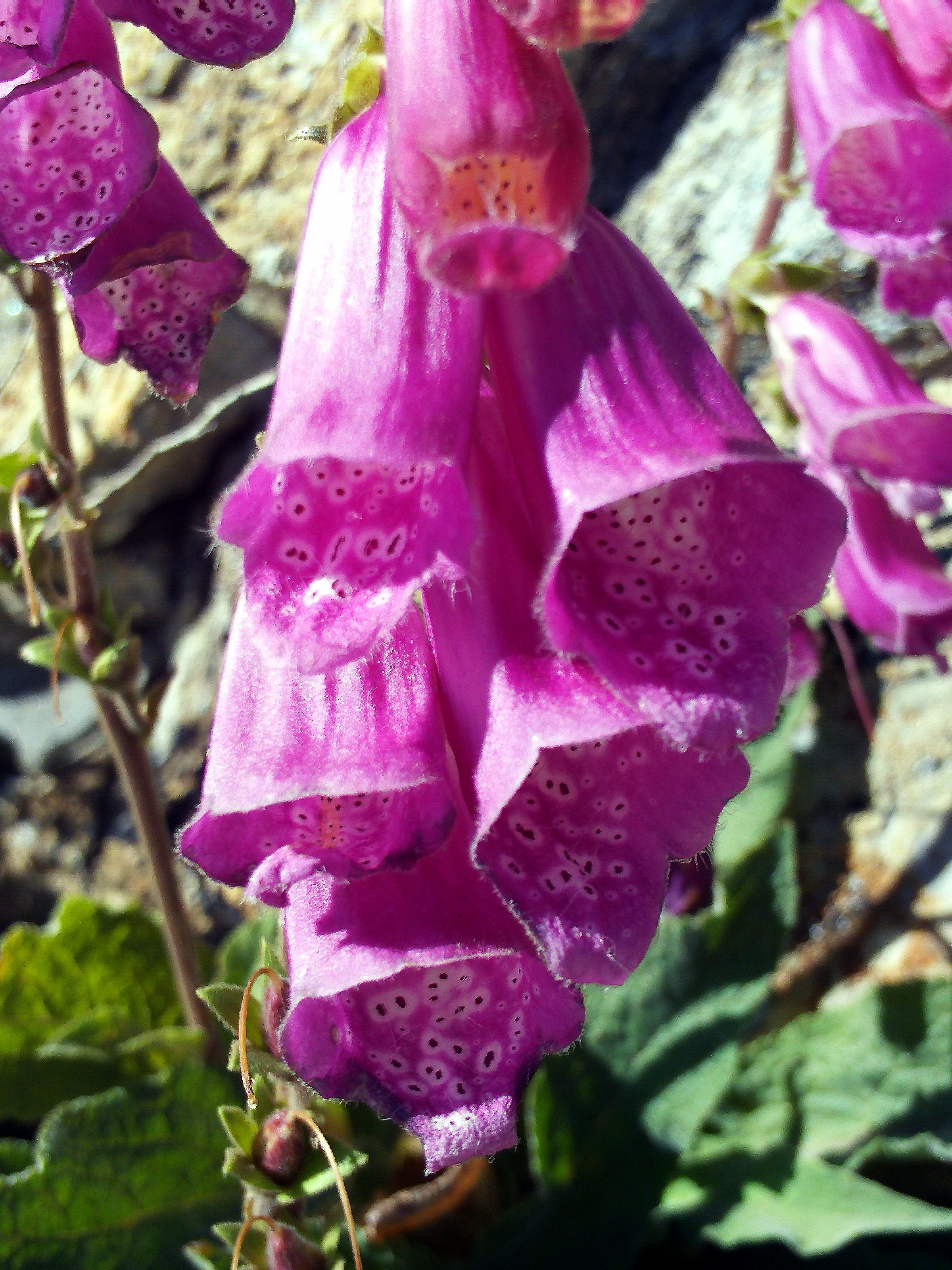
Digitalis purpurea subsp. purpurea var. nevadensis
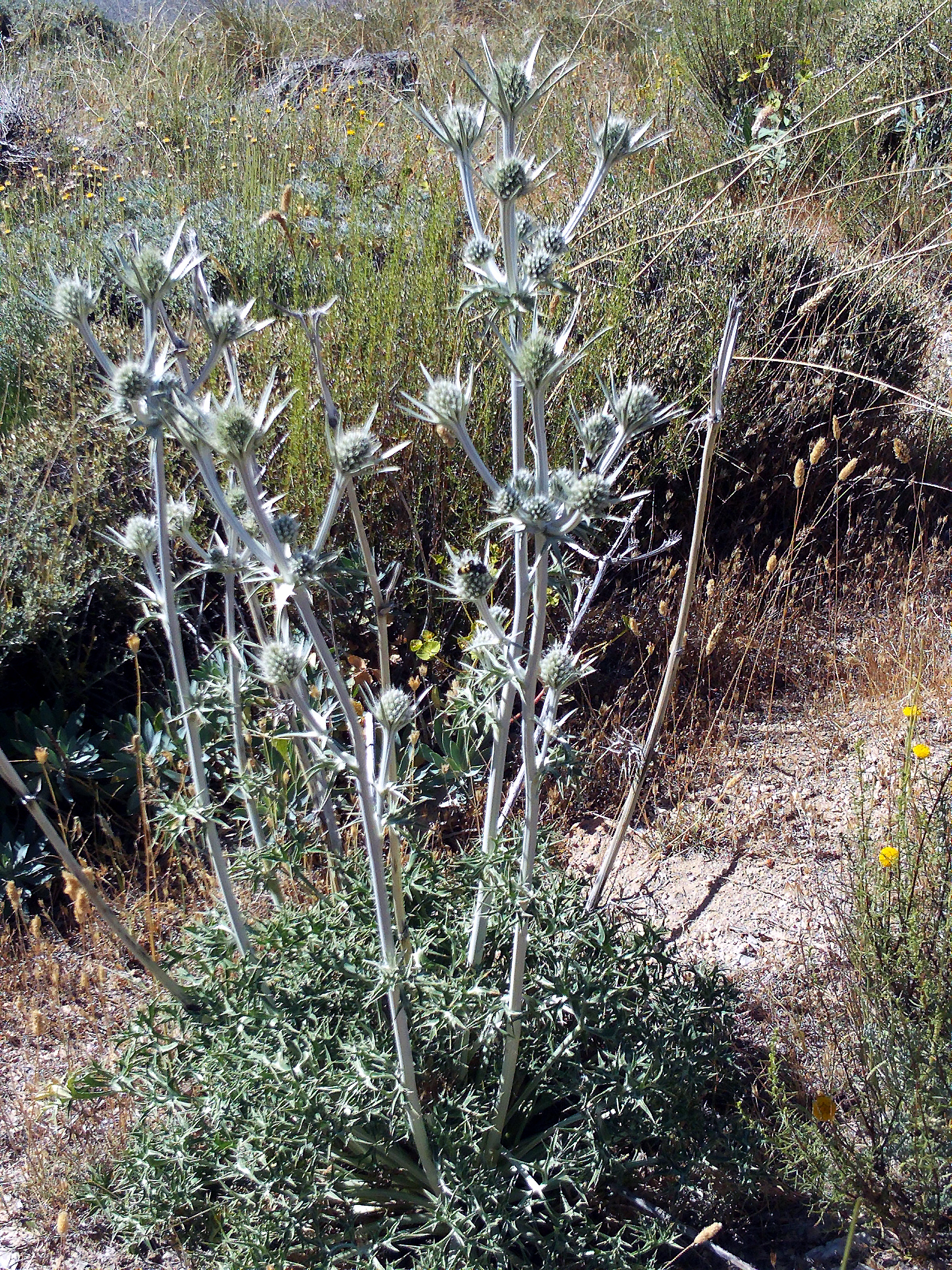
Eryngium glaciale endemismo de Sierra Nevada
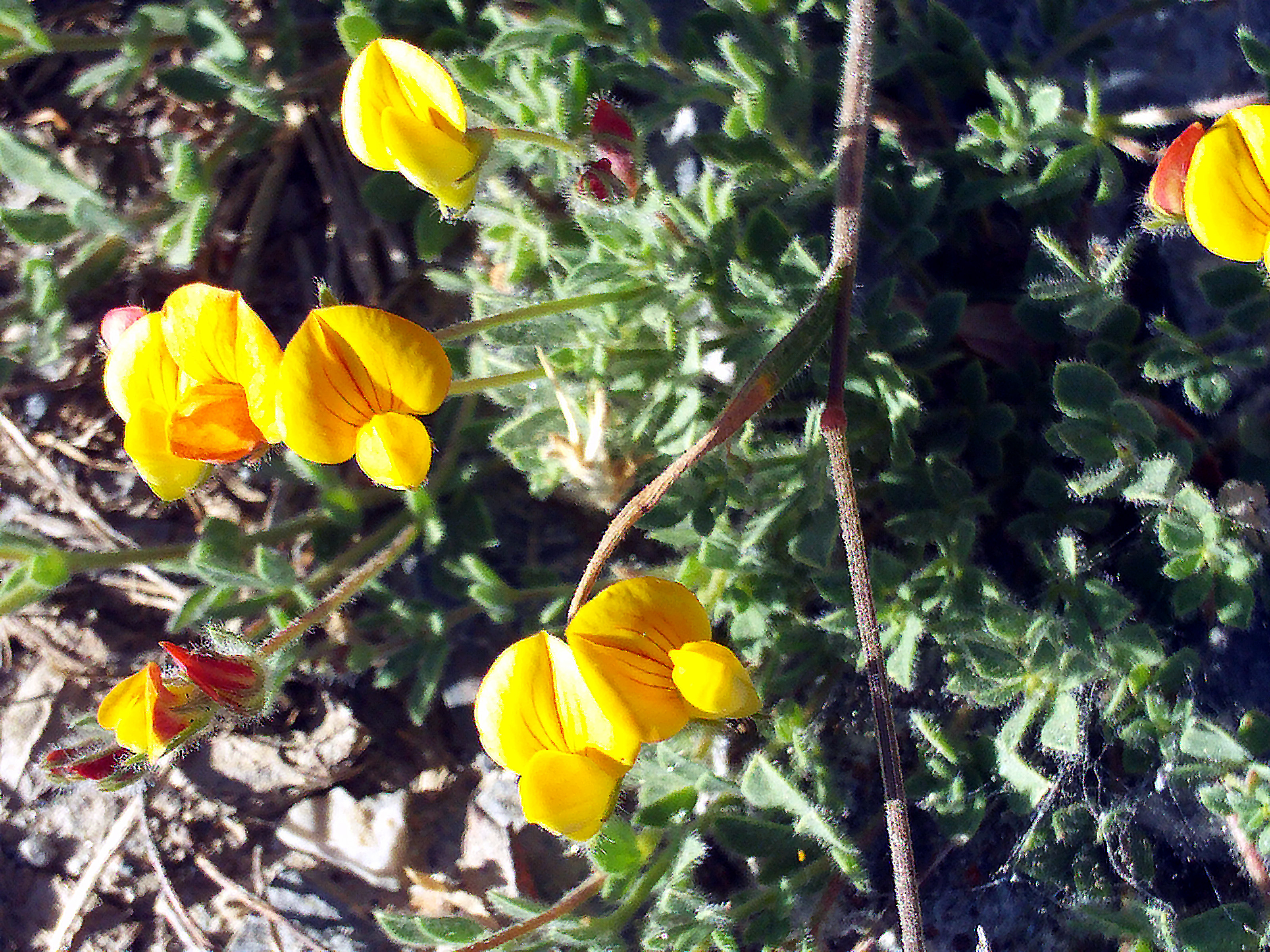
Lotus glareosus
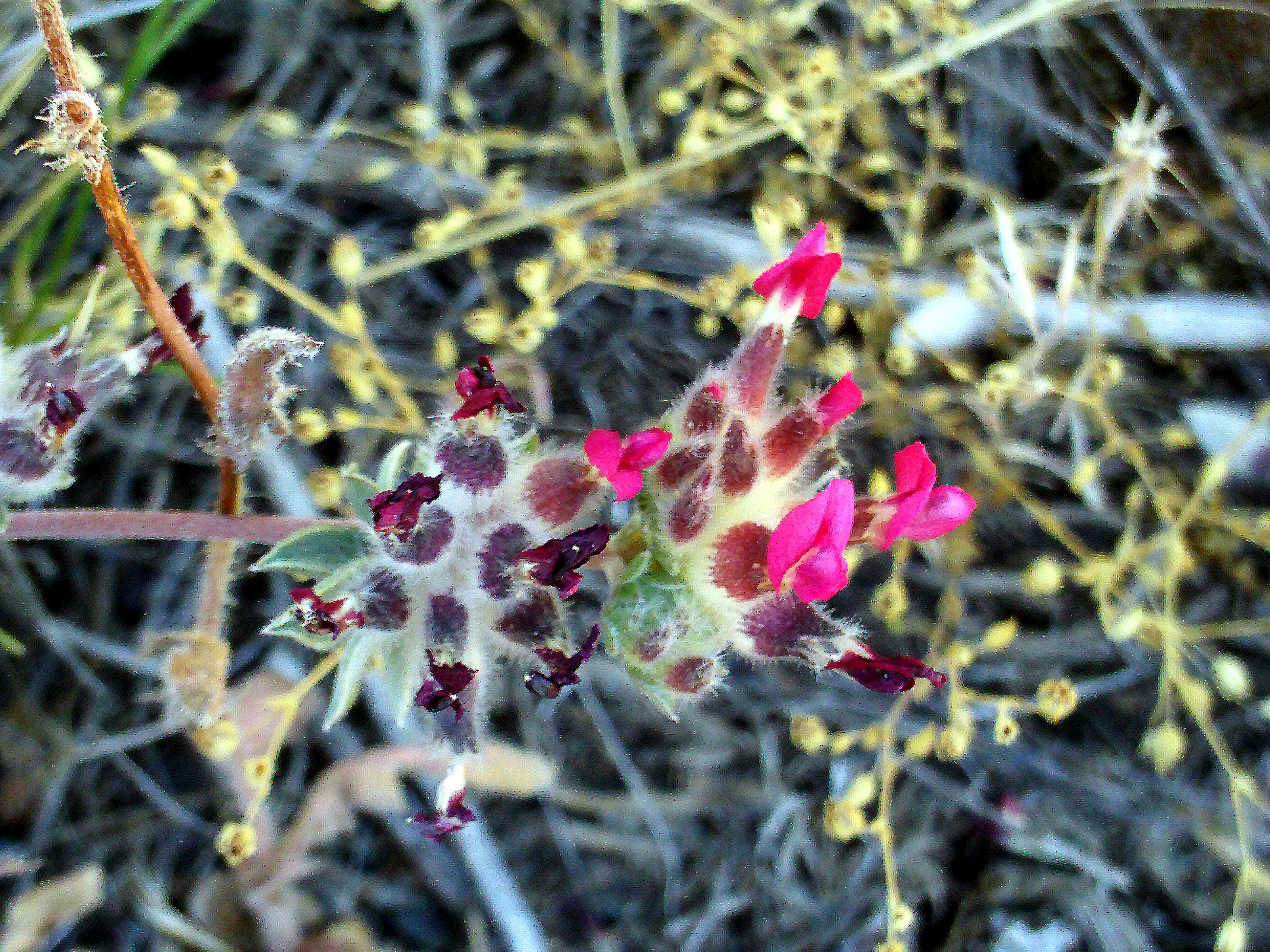
Anthyllis vulneraria subsp. pseudoarundana
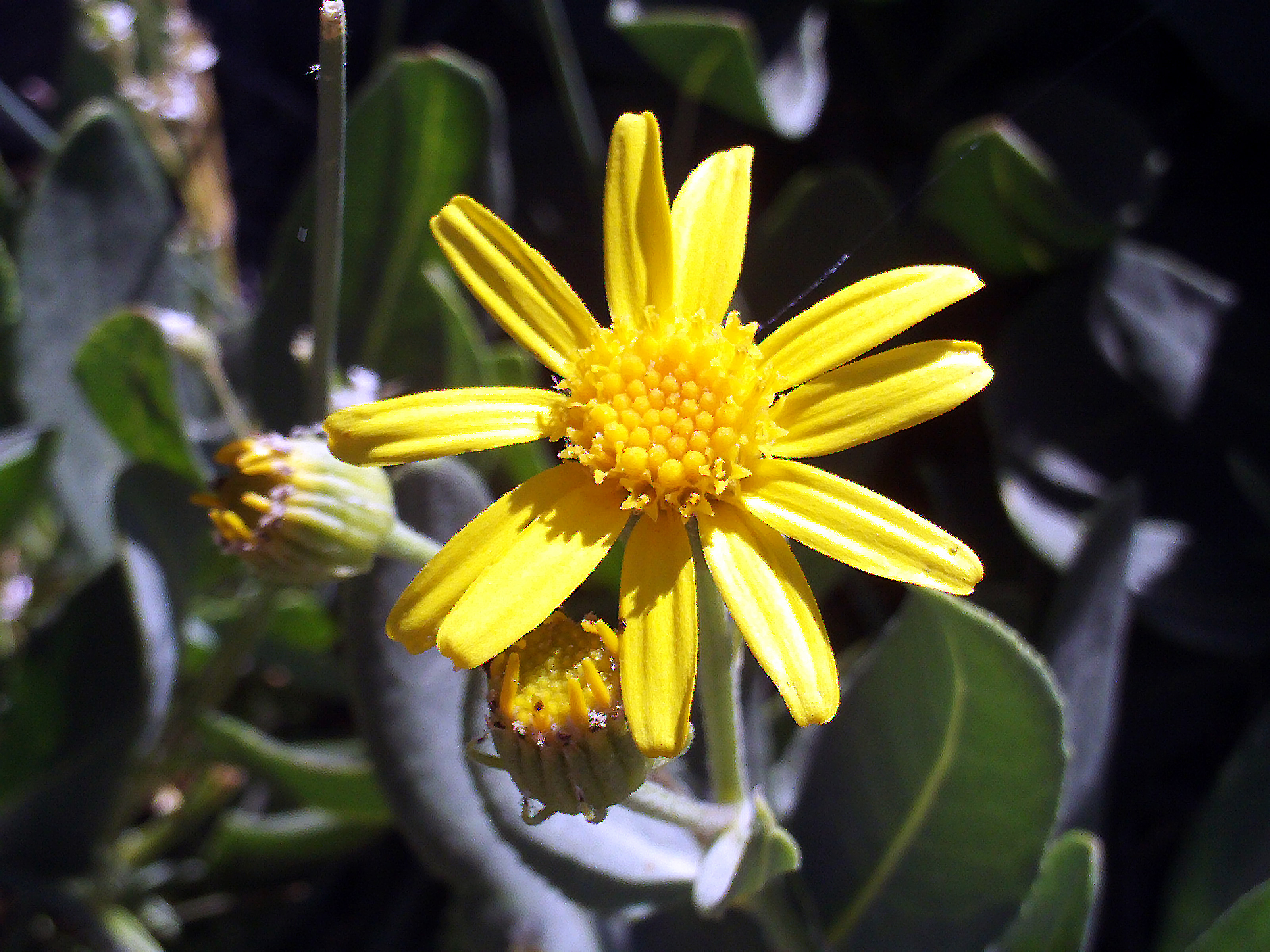
Senecio pyrenaicus
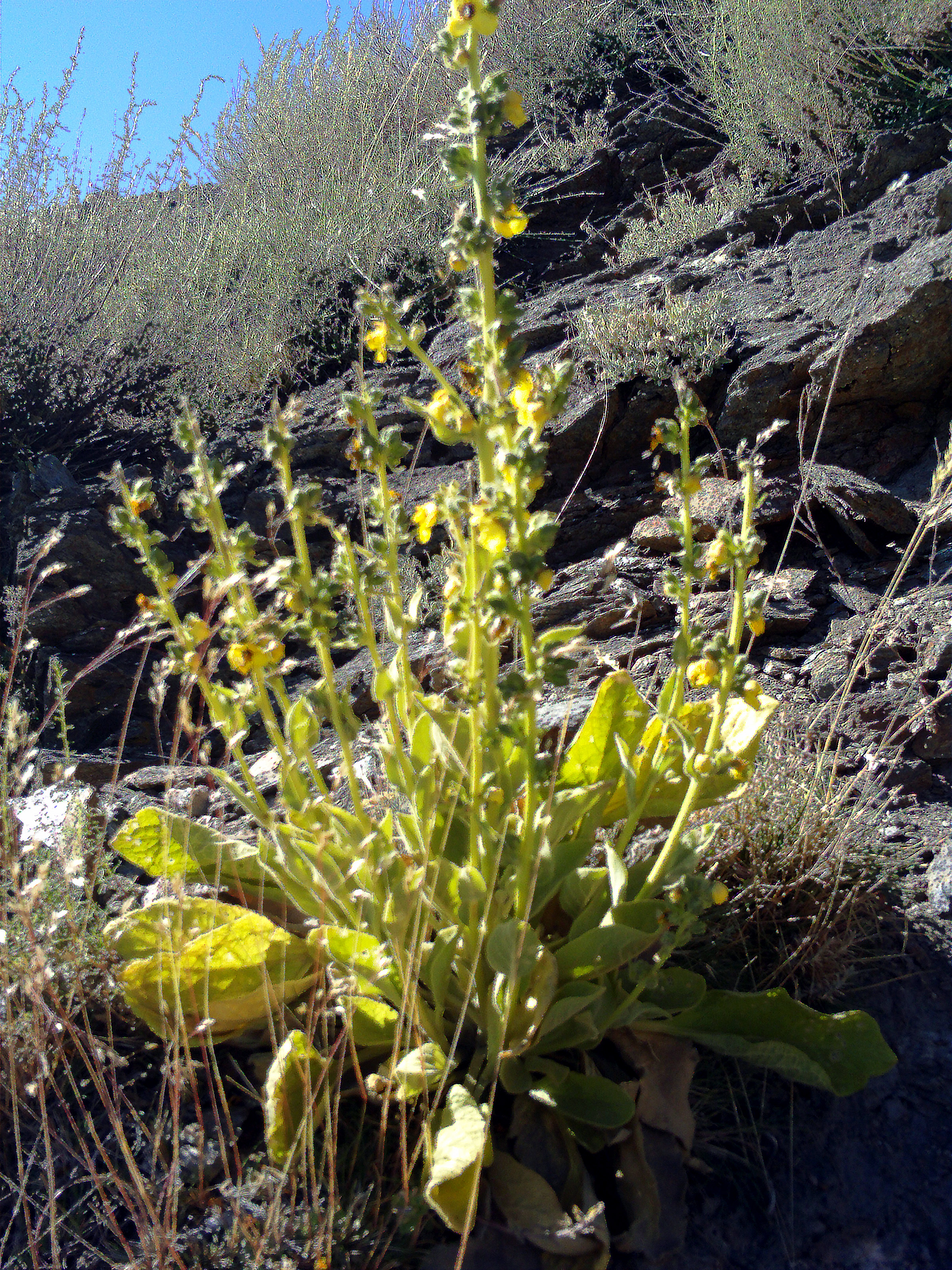
Verbascum nevadense